# 小行星1300
小行星1300（1300 Marcelle）是一颗围绕太阳公转的小行星。1934年2月10日，居伊·萊斯在阿尔及尔发现了此天体。
該小行星以發現者的女兒馬賽爾（Marcelle）命名。
这颗小行星的绝对星等为326.9271305978176等。